# Evelyn Macleod, Baroness Macleod of Borve
Evelyn Hester Macleod, Baroness Macleod of Borve DL JP (Geburtsname: Evelyn Hester Blois; * 19. Februar 1915; † 17. November 1999) war eine britische Politikerin der Conservative Party, die 1971 aufgrund des Life Peerages Act 1958 als Life Peeress Mitglied des House of Lords wurde.

## Leben
Evelyn Blois, Tochter eines Geistlichen der anglikanischen Gemeinschaft, heiratete am 3. Juli 1937 in erster Ehe Mervyn Charles Mason. Nach dessen Tod folgte am 25. Januar 1941 die Eheschließung mit Iain Macleod, einem späteren Abgeordneten der konservativen Tories im House of Commons, Minister in mehreren Regierungen sowie Verleger. Sie selbst wurde 1955 Friedensrichter (Justice of Peace) von Middlesex und engagierte sich 1967 als Mitgründerin von Crisis at Christmas, eine Wohltätigkeitsorganisation, die sich insbesondere in der Weihnachtszeit um Obdachlose kümmert.
Nach dem unerwarteten Tod ihres Mannes Iain Macleod am 20. Juli 1970, der zu dieser Zeit Schatzkanzler im Kabinett von Premierminister Edward Heath war, wurde sie auf Vorschlag von Premierminister Heath durch ein Letters Patent vom 4. Juli 1971 als Life Peeress mit dem Titel Baroness MacLeod of Borve, of Borve in the Isle of Lewis, in den Adelsstand erhoben und damit bis zu ihrem Tod Mitglied des House of Lords.
Baroness Macleod war darüber hinaus von 1971 bis 1975 Mitglied der Independent Broadcasting Authority, zwischen 1972 und 1977 Mitglied des Verbraucherrates der Nationalen Gasgesellschaft sowie 1977 Deputy Lieutenant von Greater London. Des Weiteren war sie zwischen 1973 und 1985 Vorsitzende der Nationalen Vereinigung der Krankenhausfreunde (National Association of Hospital Friends), und blieb anschließend bis 1990 Präsidentin dieser Organisation. 
Außerdem war Baroness Macleod zwischen 1976 und ihrem Tod 1999 Präsident der Nationalen Witwenvereinigung (National Association of Widows). Ferner gehörte sie von 1977 bis 1978 als Mitglied der Energiekommission an sowie dem Metrication Board, das sich mit der Einführung des metrischen Einheitensystems in Großbritannien befasste. 